# Ali Habib Mahmoud
Ali Habib Mahmoud (arabe : علي حبيب محمود) né le 1er janvier 1939 à Tartous et mort le 20 mars 2020 à Damas, est un officier militaire et homme politique syrien. Il est ministre de la Défense de juin 2009 à août 2011. En tant que l'un des généraux les plus célèbres de Syrie, il faisait partie du cercle restreint du président Bachar al-Assad,.

## Jeunesse et formation
Mahmoud est né dans une famille alaouite le 1er janvier 1939 à Tartous et a rejoint l'armée en 1959. En 1962, il est diplômé de l'académie militaire.

## Carrière
Mahmoud a combattu lors de la guerre du Kippour contre Israël. Il a également dirigé les forces contre les troupes israéliennes envahissant le Liban en 1982, notamment lors de la bataille du Sultan Yacoub. En 1986, Mahmoud est devenu général. Il a également participé à la guerre du Golfe au sein de la coalition internationale qui a libéré le Koweït de l'Irak de Saddam Hussein en 1991. En 1994, il est nommé commandant des forces spéciales. Il est nommé chef d'état-major adjoint en 2002. Le 12 mai 2004, il est nommé chef d'état-major général de l'armée et des forces armées syriennes.

## Décès
Le 20 mars 2020, Mahmud est décédé à l'hôpital universitaire Al Assad de Damas.